# أبو قيس بن الأسلت
الصحابي أبو قيس بن الأسلت والأسلت هو لقب ابيه واسمه هو عامر بن جشم بن وائل بن زيد بن قيس بن عامر بن مرة بن مالك بن الأوس الأوسي.
مختلف في اسمه؛ فقيل صيفي، وقيل الحارث، وقيل عبد الله، وقيل صرمة. من بني وائل بن زيد من الأوس من شعراء الأوس المشهورين كان سيد قومه وأسندت إليه الأوس حربها يوم بعاث الذي انتصر فيه الأوس على الخزرج، وهو والد الصحابي عقبة بن أبي قيس الذي استشهد يوم القادسية. وعندما مات خطب أحد أبنائه، زوجته كبشة بنت معن بن عاصم فنزلت هذه الآية في زوجته وابنه ﴿وَلَا تَنْكِحُوا مَا نَكَحَ آبَاؤُكُمْ مِنَ النِّسَاءِ إِلَّا مَا قَدْ سَلَفَ إِنَّهُ كَانَ فَاحِشَةً وَمَقْتًا وَسَاءَ سَبِيلًا ۝٢٢﴾ سورة النساء: 22

## إسلامه
مختلف في إسلامه فقال أَبُو عُبيدٍ القَاسِمُ بْنُ سَلَّامٍ في ترجمة ولده عقبة بن أبي قيس: له ولأبيه صحبة.
وقال عبد الله بن محمد بن عمارة بن القداح: كان يعدل بقيس ابن الخطيم في الشجاعة والشّعر، وكان يحضُّ قومه على الإسلام، ويقول: استبقوا إلى هذا الرجل؛ وذلك بعد أن اجتمع بالرسول صلى الله عليه وسلم وسمع كلامه، وكان قبل ذلك في الجاهلية يتألّه ويُدْعى الحنيف.
وذكر ابْنُ سَعْدٍ عن الوَاقِدِي بأسانيد عديدة؛ قالوا: لم يكن أحد من الأوس والخزرج أوصف لدين الحنيفية ولا أكثر مساءلةً عنها من أبي قيس بن الأسلت، وكان يُسْأَل من اليهود عن دينهم، فكان يقاربهم، ثم خرج إلى الشام فنزل على آل جَفْنَة فأكرموه ووصلوه، وسأل الرهبان والأحبار فدعوه إلى دينهم فامتنع، فقال له راهب منهم: يا أبا قيس، إن كنت تريد دِين الحنيفية فهو من حيث خرجت، وهو دينُ إبراهيم، ثم خرج إلى مكة معتمرًا فبلغ زيد بن نفيل فكلّمه، فكان يقول: ليس أحد على دين إبراهيم إلا أنا وزيد بن عمرو، وكان يذكر صفةَ النبي صَلَّى الله عليه وسلم، وأنه يهاجر إلى يثرب، فلما قدم النبي صَلَّى الله عليه وسلم المدينة جاء إليه، فقال: إلَامَ تدعو؟ فذكر له شرائع الإسلام فقال: ما أحسن هذا وأجمله، فلقيه عبد الله بن أبي ابن سلول، فقال: لقد لذْتَ من حزبنا كلَّ ملاذ، تارةً تحالف قريشًا وتارة تَتْبع محمدًا، فقال: لا جرم لا تَبِعتُه إلا آخر الناس؛ فزعموا أنه لما حضره الموت أرسل إليه النبي صَلَّى الله عليه وسلم يقول له: «قُلْ لَا إلَهَ إِلَّا الله أَشْفَع لَكَ بِهَا». فسُمع يقول ذلك.
وفي لفظ آخر: كانوا يقولون فقد سُمع يوحّد عند الموت. وذُكر أنه كان يقول:
ومن شعره:

## وصلات خارجية
- بوابة الشعراء: ديوان صيفي بن الأسلت